# Cantón de Mézières-en-Brenne
El cantón de Mézières-en-Brenne era una división administrativa francesa, que estaba situada en el departamento de Indre y la región de Centro-Valle de Loira.

## Composición
El cantón estaba formado por 8 comunas:
- Azay-le-Ferron
- Mézières-en-Brenne
- Obterre
- Paulnay
- Sainte-Gemme
- Saint-Michel-en-Brenne
- Saulnay
- Villiers

## Supresión del cantón de Mézières-en-Brenne
En aplicación del Decreto n.º 2014-178 de 18 de febrero de 2014, el cantón de Mézières-en-Brenne fue suprimido el 22 de marzo de 2015 y sus 8 comunas pasaron a formar parte del nuevo cantón de Le Blanc.